# Cybard d'Angoulême
 (septembre 2023).
- Si vous ne connaissez pas le sujet, laissez ce bandeau (vous pouvez alors contacter les auteurs).
- Si vous supprimez le contenu mis en cause (vous pouvez préalablement contacter les auteurs),

argumentez précisément cette suppression dans la page de discussion
(un manque de référence n'est pas un argument ; une recherche réelle de référence doit avoir été effectuée, être formellement documentée).
Saint Cybard, parfois écrit Cibard, Eparchius en latin, né en 504 et mort le 1er juillet 581, est un moine qui est resté reclus pendant 39 ans dans une grotte située sous les remparts d'Angoulême au VIe siècle. On trouve aussi le nom sous la forme Éparche, et de multiples déformations : la commune de Saint-Ybars, dans l'Ariège, lui doit son nom.

## Origine de son nom
Eparchius, formé du préfixe grec epi- « sur » avec le  verbe archein « commander, veiller », d'où éparchios « protecteur ». Sanctus Eparchius va évoluer en saint Ybar et en Cybard, provenant de S. Epar lu sans interruption, le p devenant b[source insuffisante].

## Histoire
Cybard (aussi appelé Éparche), était d'origine périgourdine, probablement né à Trémolat[source insuffisante].
Après avoir habité Périgueux où il était devenu clerc, et passé par le monastère de Sessac (Sedaciacum, peut-être Issigeac)[source insuffisante],il se retira à Angoulême où il fut ordonné prêtre par Aptone II, évêque d'Angoulême, en 542,[source insuffisante].

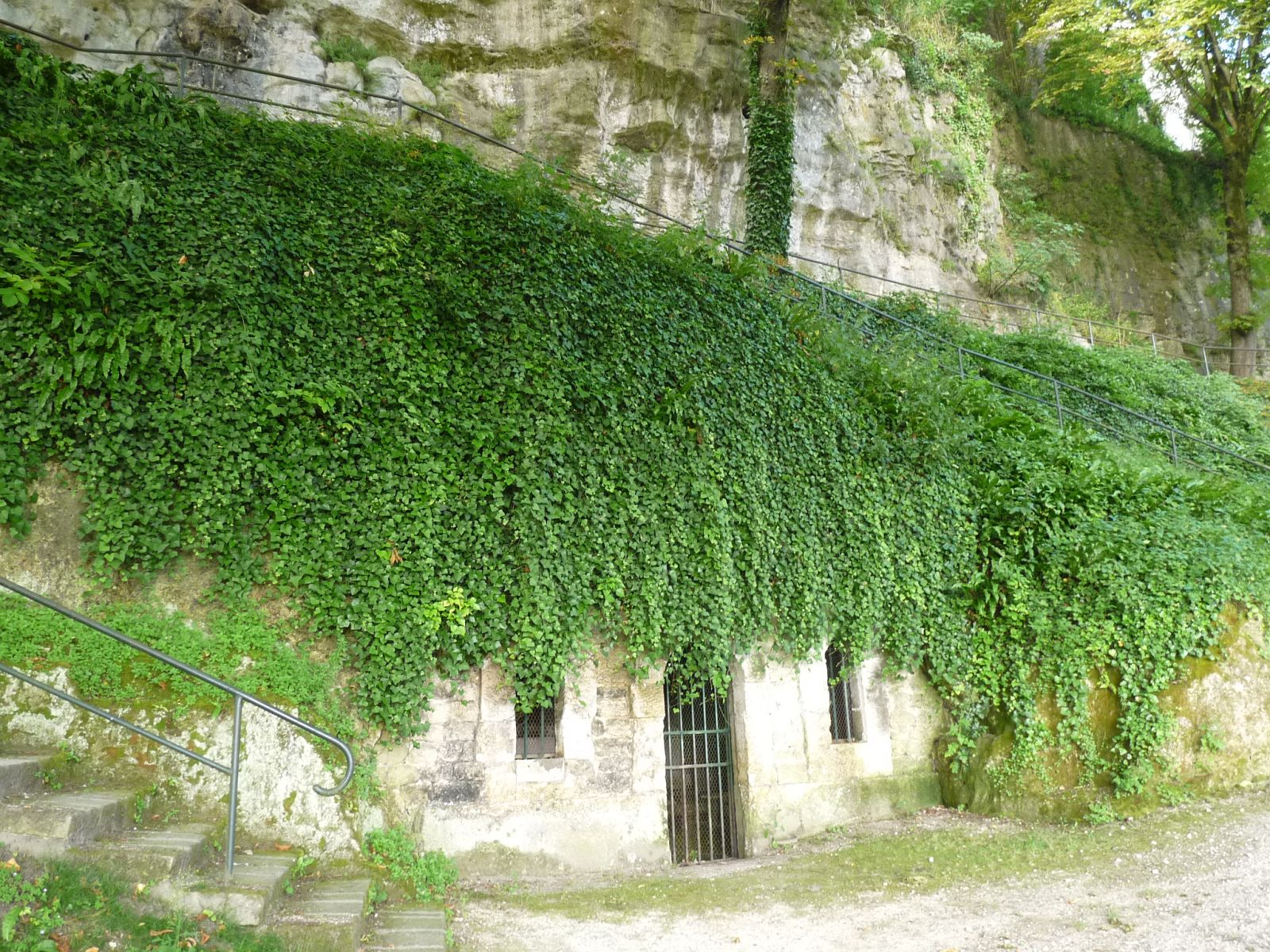
Grotte de saint Cybard à Angoulême.

Il construisit une cellule avec quelques moines dans une grotte située sous le rempart nord d'Angoulême, en prolongement de l'actuel Jardin vert, que lui avait donnée l'évêque en 542. Il priait constamment et vivait avec les offrandes des fidèles. Lorsqu'il recevait de l'argent ou or, il le distribuait aux pauvres[réf. incomplète]. En 558, il a par exemple racheté en une seule fois 175 esclaves. Il vécut 39 ans dans cette grotte[source insuffisante],[réf. incomplète], où d'après Grégoire de Tours, il soignait les pauvres et accomplit aussi quelques miracles,. Ses biographes rapportent que « personne, pas même son serviteur le plus intime, ne le vit en train de manger ». Quand les gens s'en étonnaient, il répondait : « La foi ne craint pas la faim »[réf. incomplète],[source insuffisante].
Au-dessous de la grotte fut édifiée l'abbaye Saint-Cybard (aujourd'hui en ruine, elle a donné son nom au quartier Saint-Cybard, aujourd'hui sur la rive droite de la Charente),. Ses reliques y furent conservées jusqu'en 1568, date à laquelle elles furent brûlées par les huguenots[réf. nécessaire]. 
Plusieurs églises de Charente sont dédiées à saint Cybard : à La Rochefoucauld, une autre dans le quartier d'Angoulême qui porte son nom, à Roullet, Magnac-sur-Touvre, Plassac, Pranzac, Dignac, etc.
Considéré comme saint par les Églises catholique et orthodoxe, sa mémoire est célébrée le 1er juillet. Il est le saint patron du diocèse d'Angoulême.
Il a donné son nom aux communes françaises, dans l'ancienne Aquitaine, de Saint-Cybard (Charente), Saint-Cybard (Dordogne), Saint-Cibard (Gironde), Saint-Ybard (Corrèze), Saint-Ybars (Ariège), Saint-Cybardeaux (Charente).